# Tomás Balbás
Tomás Balbás y Ageo (Manila, 6 de mayo de 1846 – Madrid, 17 de diciembre de 1930) ingeniero de minas, diputado provincial de Guipúzcoa (1895-1905) y diputado a Cortes por el partido liberal (1905-1907). Fue uno de los fundadores de la Caja de Ahorros Provincial de Guipúzcoa (CAPG), colaborador del Instituto Nacional de Previsión (INP) y destacado reformista social. Esta última faceta le hace destacar del resto de los notables guipuzcoanos de su época. 

## Biografía

### Orígenes
Tomás Balbás y Ageo, hijo de Tomás Balbás y Fernández de Castro (santanderino emigrado a Filipinas donde alcanzó una notoria posición en la minería y en la banca, fundador del Banco Español Filipino de Isabel II,  primero del Archipiélago en emitir billetes). La amistad de Balbás de Castro con Joaquín Venancio Bermingham, también conocido hombre de negocios y político, cuya familia estaba domiciliada en Guipúzcoa, fue lo que condujo a Balbás a San Sebastián. El clima de Filipinas le causaba problemas de salud y cuando Bermingham regresó a España, Tomás Balbás y su hermano Venancio volvieron con él.
Ingresó en el Seminario de Bergara en 1859. Alumno brillante, al terminar el bachiller, cursó la carrera de Ingeniero de Minas en Madrid. Asistió a la Exposición Universal de París de 1867 y elaboró la reseña referente a la minería. Hizo prácticas en Alemania y regresó a Filipinas para hacerse cargo de las minas de Mancayan, pero de nuevo los problemas de salud le obligaron a regresar a Guipúzcoa, donde se establecería definitivamente. Dirigió las minas de hierro de Lesaca y Vera, llegando a ser Presidente de la Asociación Nacional de Ingenieros. Al mismo tiempo, tuvo una destacada participación en los Consejos de Administración de diversas empresas guipuzcoanas.

### Familia
Como indica Luis Castells, hubo en la provincia de Guipúzcoa una relación endogámica entre la burguesía industrial, comercial y política. Balbás es una buena prueba de ello. Se casó con Emilia Felicia Brunet Bermingham (San Sebastián 1840-1904), viuda de su mentor, Joaquín Venancio Bermingham. Emilia tuvo dos hijos con su primer marido: Rafael (1858)  y Tomás Bermingham Brunet (1860-1923). Rafael debió de fallecer a temprana edad, ya que no hay ninguna mención a su persona posterior a su nacimiento. La repetición de nombres y apellidos nos indica la íntima relación existente entre esas familias, de hecho, la madre de Emilia y su primer marido compartían el apellido Bermingham. Tomás Balbás y Emilia Brunet ya debían de estar casados en 1880, puesto que sus nombres, junto al de  Tomás Bermingham, aparecen en los libros de ingresos de la Caja de Ahorros Municipal de San Sebastián. Este segundo matrimonio no tuvo hijos.
Es de destacar la personalidad de Emilia Brunet. Su padre, José Manuel Brunet y Prat le envió a estudiar a Londres y al Instituto Des Oiseaux de París. Cursó estudios de matemáticas, literatura, geografía, música y lenguas (hablaba español, euskera, inglés, francés, italiano y alemán). Un importante músico francés, el maestro Grodefroye, le dio clases de arpa y llegó a ser una consumada arpista y compositora aficionada. Había sido educada muy por encima de las mujeres de su clase social. Se casó muy joven, pues tuvo su primer hijo a los dieciocho años y el segundo a los veinte. En una de sus necrológicas, se narra su actuación a favor de las viudas y huérfanos que el hundimiento de una embarcación de Guetaria había producido en 1876. Actuación que tuvo lugar en el teatro Circo, situado en la calle Andía de la capital donostiarra. Esta labor benéfica sí era propia de una dama de su época y condición social.
Tomás Bermingham Brunet, ahijado de Balbás, abogado y hombre de negocios, fue concejal en el Ayuntamiento de San Sebastián, diputado provincial y candidato al Congreso en 1910 por el partido liberal republicano. Mantuvo con Balbás una gran amistad.
En San Sebastián vivió también su hermano Venancio Balbás, abogado fallecido en 1910. Y en Pau (Francia) una hermana que falleció en 1915.

### Actividad reformista
La labor de Tomás Balbás a favor del reformismo social era una actividad muy novedosa a principios de 1900. Como indicaba en su necrológica La Voz de Guipúzcoa, a ello “consagró lo mejor de su vida, lo más rico de su trabajo”. Desde el momento de la creación de la CAPG en 1896, siguiendo y modificando el proyecto del entonces letrado de la Diputación, Wenceslao Orbea (¿?- 1919), Balbás dedicó gran parte de su tiempo al impulso y dirección de la Caja, lo que sirvió para poner en marcha sus ideas sociales. Creía que las clases populares tenían que ser autosuficientes y para ello promocionó, primero, el ahorro y luego la previsión social. Sin duda con un exceso de optimismo, ya que las posibilidades de ahorrar de la mayoría de la población era limitada, pero sin que pueda negarse la magnitud de su labor.
Balbás se vio al frente de una Caja de Ahorros en una provincia pequeña, pero con autonomía económica, lo que permitió a la Diputación respaldar las primeras imposiciones e iniciativas sociales. Favor que fue compensado sobradamente a la Provincia cuando las cifras del ahorro, no todo de los más humildes, sobrepasaron las expectativas más optimistas. Hasta 1910 fue el protagonista indiscutible, apoyado por una Diputación, que independientemente de la ideología política, estuvo con él hasta ese año. De hecho fueron las tensiones políticas, producidos a partir de ese momento,  las que le hicieron abandonar la Caja.
Balbás nos demuestra la importancia que tiene la personalidad de quien está al  frente de una institución en su desarrollo y éxito. La CAPG aumentó el número de impositores y de saldos año tras año y, gracias a ese éxito, empezó a impulsar otros proyectos. Siempre siguiendo la siguiente máxima: "Que los ahorros del país entero, a él deben de volver bajo la forma de beneficencia y obras de utilidad pública"  En 1898, la Junta de Gobierno de la CAPG acordó comprar la Graja Fraisoro, hasta entonces alquilada por la Diputación y que, desde ese momento, compaginó la pedagogía agrícola, la mejora del ganado vacuno y la beneficencia (en Fraisoro estaba la Caja Central de Expósitos, sostenida por la Diputación).
En 1901, Balbás envió a Francia al director de la Granja Fraisoro para que estudiase el funcionamiento de la Gota de Leche de Fécamp y, junto con el alcalde de San Sebastián, Miguel Altube, y la Caja de Ahorros Municipal, decidieron fundar una Gota de Leche en la ciudad. Esta institución de larga vida (1903-1985) y gran aceptación popular, elaboraba leche maternizada para los recién nacidos y prestaba atención médica a niñas y niños. En esos primeros años, la leche maternizada y la atención médica propiciaron un descenso de la mortalidad entre los expósitos y los hijos de las familias pobres.
En enero de 1900 empezó a funcionar en Guipúzcoa otra institución pionera: la Caja de Retiros para la Vejez e Inválidos del Trabajo, con apoyo de la Diputación y dentro de la CAP. Balbás era consciente de que los salarios de los trabajadores eran insuficientes para generar una pensión y propuso la triple cotización: obrera, patronal e institucional (la Diputación en el caso de Guipúzcoa). De Balbás se dijo que era un hombre que “se había paseado por el mundo” y que “veía a través de las fronteras” y en este caso se hace evidente, pues seguía los pasos de políticos y publicistas europeos partidarios del intervencionismo social, además, tenía contactos con personalidades que en Madrid eran igualmente seguidoras de esta política y que estaban elaborando en esos años las primeras leyes sociales. Esta relación se consolidaría tras la creación del Instituto Nacional de Previsión (1908), con el que la CAPG colaboró hasta 1943.
El 18 de mayo de 1903, Balbás propuso a la Diputación la creación de una Mutualidad Maternal con respaldo económico de la Diputación, y cuyo fin era dar una ayuda monetaria a las mujeres en las semanas anteriores y posteriores al parto. Opinaba que no se podía pedir a las obreras que dejaran de trabajar, como decía la ley, sin darles a cambio una compensación económica. Iniciativa que no tuvo todo el éxito que merecía y que no cuajaría hasta la implantación del subsidio de maternidad (21-8-1923) y del seguro de maternidad (1929), que no se haría efectivo hasta octubre de 1931. La primera mujer en disfrutar ese seguro en Guipúzcoa fue Leona Eguía Aizpuroa, una portera donostiarra.
Todos estos proyectos, independientemente de su éxito, hicieron de Guipúzcoa una provincia pionera en materia social y de Balbás su mayor adalid. Sabía que ni a todos los políticos ni a todos los patronos les gustaba invertir en seguros sociales, pero él opinaba que el Estado, la Provincia y el Municipio estaban obligados a ello, ya que si se encontraba dinero para fabricar: “fusiles, cañones, acorazados (…) sería abominable e impío que no se hallara dinero para las obras de vida”.

### Últimos años
Los cambios políticos producidos en la provincia y algunas críticas a su labor en la Caja, le hicieron retirarse de un trabajo que había  sido intenso hasta 1910. Siguió con sus negocios (en 1912 presidió el Consejo de Administración de la Compañía Eléctrica Donostiarra),  pero no abandonó su actividad social. En 1910 se hizo socio de la Sociedad Oceanográfica de Guipúzcoa, que presidió de 1912 a 1915 y dirigió la Escuela de Pesca de San Sebastián. Allí el motivo de sus desvelos serían los pescadores. Sus relaciones con el Instituto de Reformas Sociales y el Instituto Nacional de Previsión le permitieron abogar por ellos y luchar para que tuvieran los mismos derechos sociales que los obreros industriales.
La muerte de su hermana que vivía en Pau, le produjo una fuerte depresión. Trataba de controlar "el abatimiento" que le dominaba, pero ya no se sentía capaz de seguir al frente de la Sociedad y presentó su dimisión. No tenía hijos propios, había perdido a su mujer y a sus hermanos e intentaba, según sus propias palabras: "volver a seguir el camino de la vida, triste y solitaria en mi vejez".  Tenía 69 años, todavía viviría otros quince años más.
En 1917, se dio de baja en la Sociedad Oceanográfica y se trasladó a vivir a Madrid, aunque continuó veraneando en San Sebastián. En Madrid siguió colaborando con el INP como consejero honorario y asistiendo a Congresos y Asambleas sociales. El Instituto se convirtió en su lugar de trabajo y allí sufrió un grave accidente que le dejó inválido. Mantuvo con la Caja y con sus empleados una relación personal hasta su muerte en 1930 y, siguiendo sus deseos, en San Sebastián fue enterrado.
A la Caja donó su rica biblioteca, donde se puede apreciar en qué apoyó su labor social. Tomás Balbás fue un hombre polifacético: un profesional, un hombre de negocios, un político... Pero sobre todo fue una persona que evolucionó conforme se fue acercando a la situación de los más desfavorecidos. Filántropo, fue siempre colaborador de la Asociación Guipuzcoana de la Caridad. Reformista e intervencionista cuando se convenció de que eran necesarias otras medidas para mejorar la vida de la mayoría de la población, más allá de la beneficencia. El ahorro, las sociedades de socorros mutuos y, sobre todo, los seguros sociales fueron para él las herramientas con las que se debería contar. Dio los primeros y tímidos pasos de lo que con el tiempo sería el ideal a alcanzar: el “Estado del Bienestar”.